# Сан-Хуан (острова)
Сан-Хуа́н (англ. San Juan Islands) — архипелаг между проливами Хуан-де-Фука и Джорджия и островом Ванкувера и Сиэтлом. Административно является округом Сан-Хуан (штат Вашингтон).
На островах проживает около 16 тысяч жителей, климат умеренный морской.
Всего насчитывается около 170 островов, населено лишь семь из них. Крупнейшие острова:
- Оркас (англ. Orcas Island) — 148 км²,
- Сан-Хуан (англ. San Juan Island) — 142,59 км²,
- Лопес (англ. Lopez Island) — 77,2 км²,
- Ламми (англ. Lummi Island) — 23,97 км²,
- Гуэмес (англ. Guemes Island) — 21,58 км²,
- Шо (англ. Shaw Island) — 19,95 км²,
- Блейкли (англ. Blakely Island) — 16,85 км²,
- Сайпресс (англ. Cypress Island) — 16,12 км²,
- Уолдрон (англ. Waldron Island) — 11,9 км²,
- Декейтер (англ. Decatur Island) — 9,12 км²,
- Стюарт (англ. Stuart Island) — 7,46 км².

## Галерея

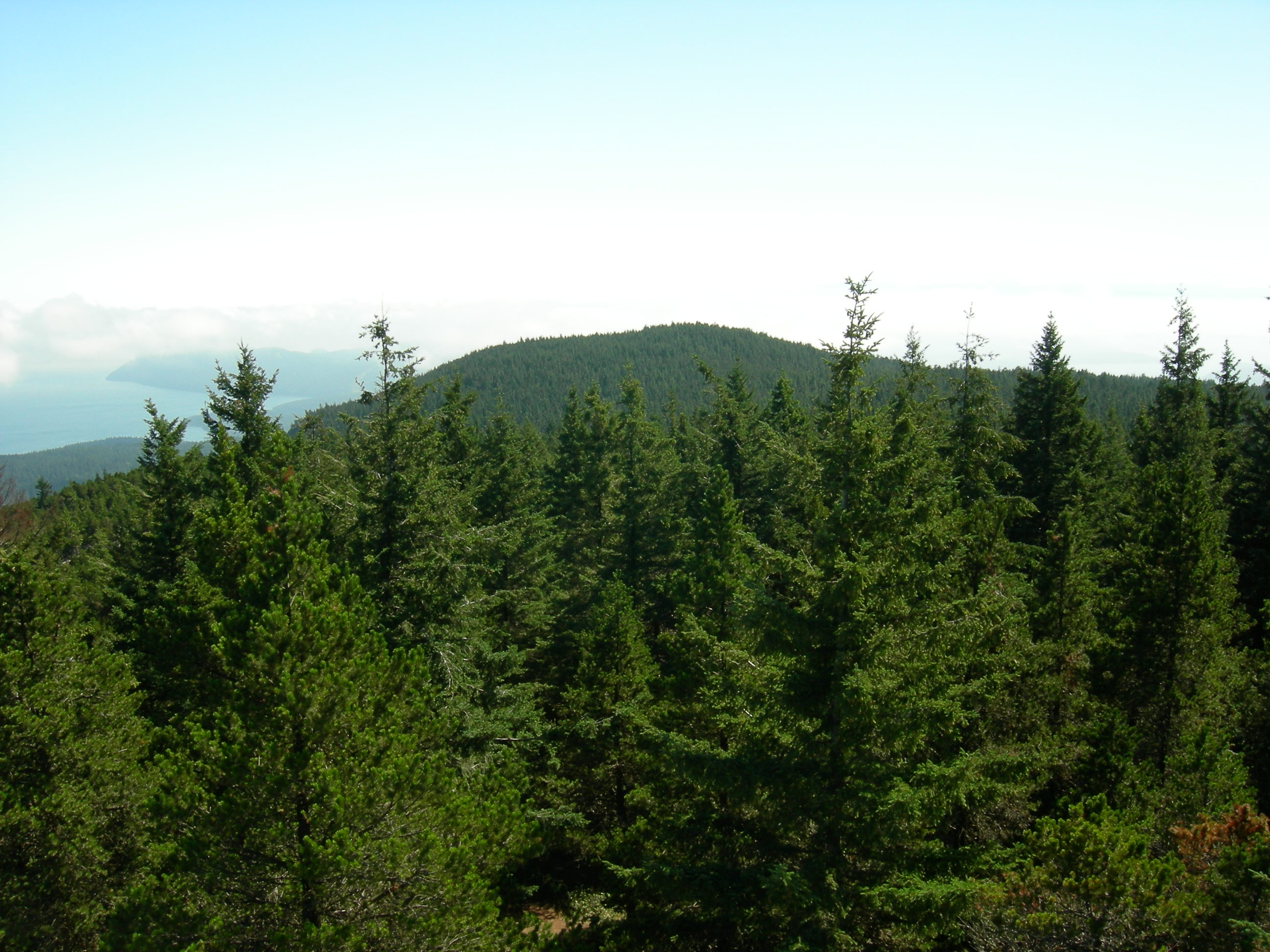
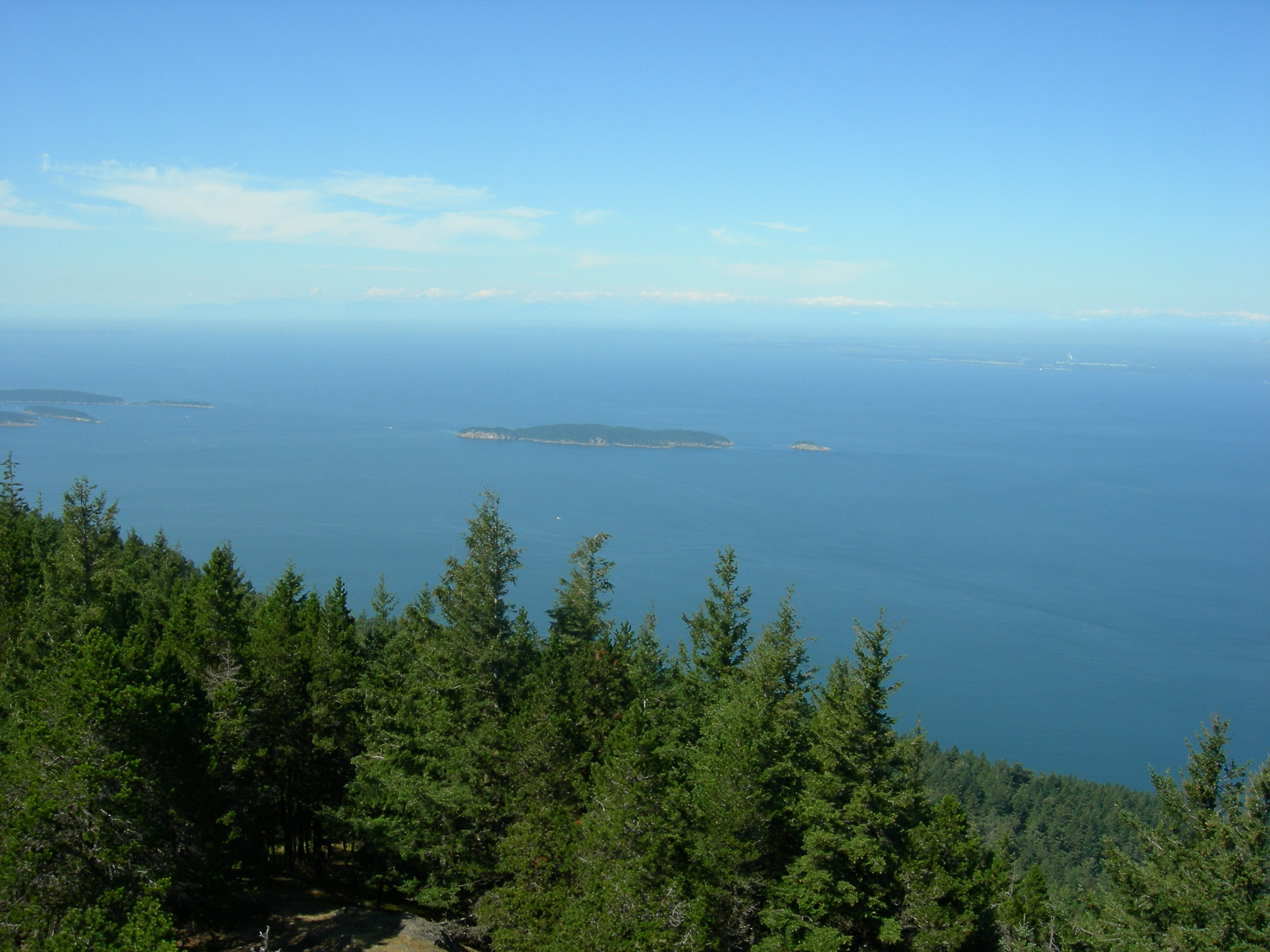
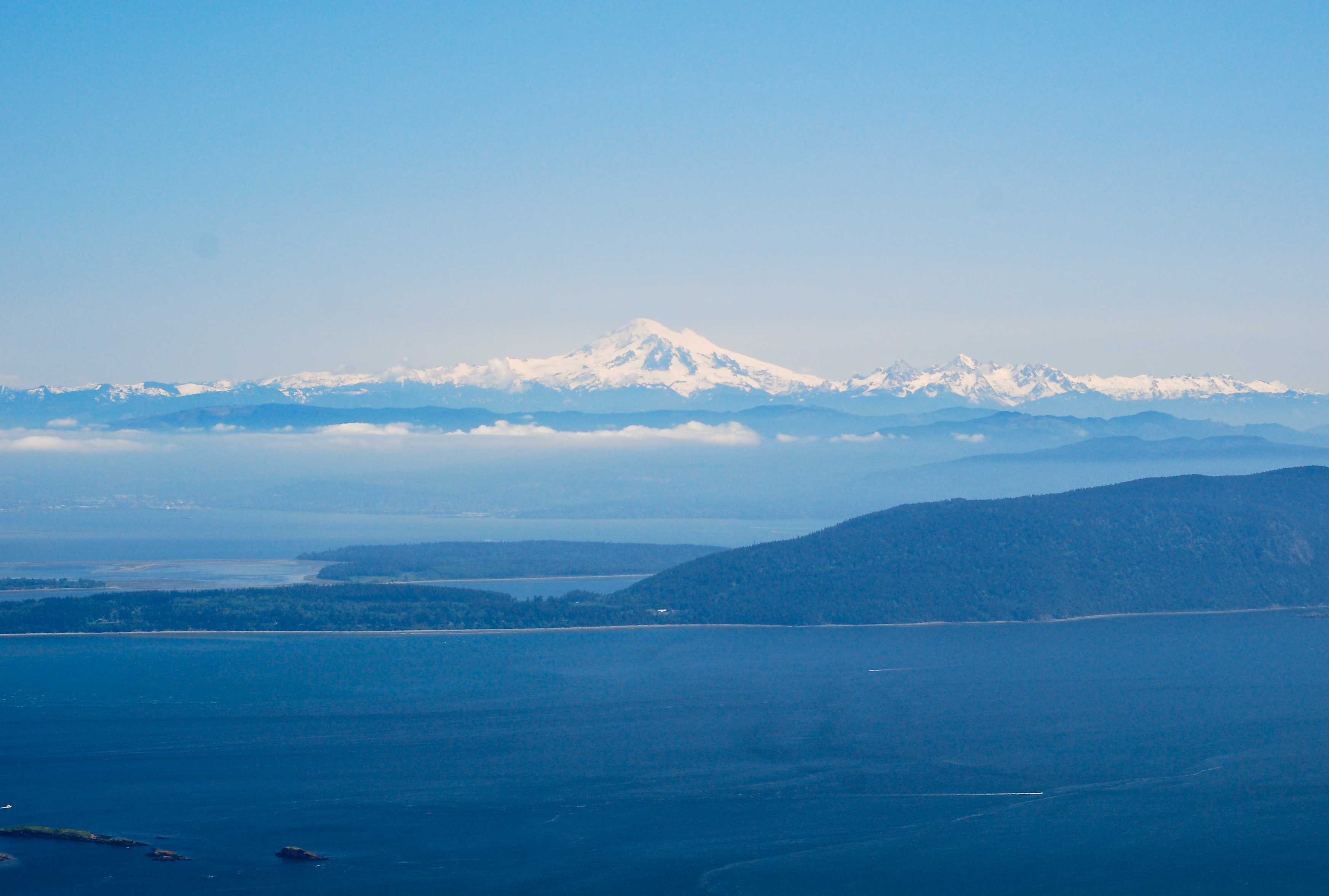
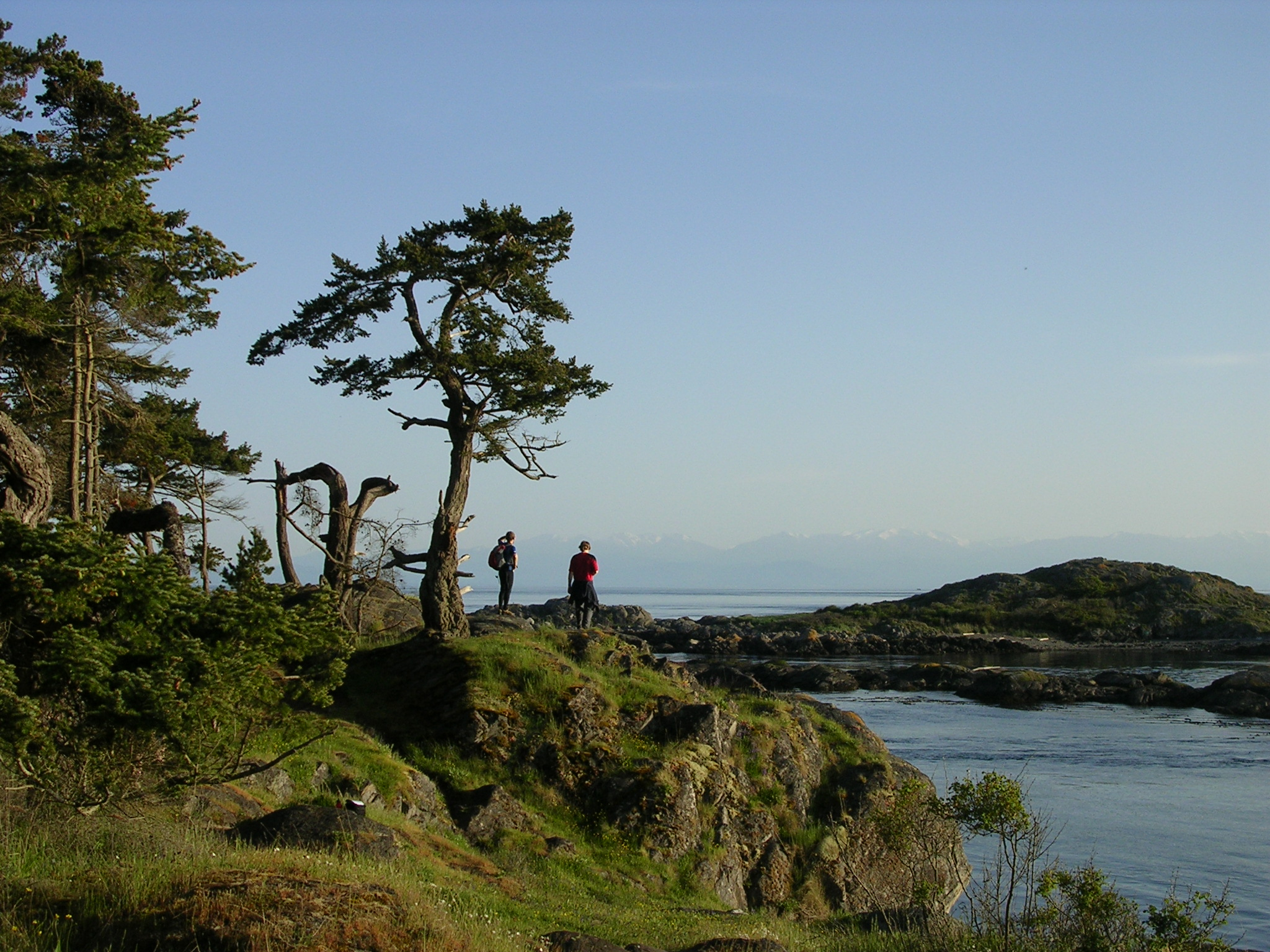